# Today (Jacob Karlzon-album)
Today är ett musikalbum från 2002 med Jacob Karlzon Trio.

## Låtlista
1. Nardis (Miles Davis) – 6:41
2. Yesterdays (Jerome Kern/Otto Harbach) – 7:35
3. Bubbles (Jacob Karlzon) – 5:07
4. If I Should Lose You (Ralph Rainger/Leo Robin) – 6:50
5. Bye, Bye Blackbird (Ray Henderson/Mort Dixon) – 7:34
6. Introduction to a Hymn (Mattias Svensson) – 0:51
7. Sorgen och glädjen (trad) – 7:23
8. In Your Own Sweet Way (Dave Brubeck) – 6:34
9. 'Round Midnight (Thelonious Monk/Cootie Williams/Bernie Hanighen) – 8:13
10. Goodbye (Gordon Jenkins) – 3:25

## Medverkande
- Jacob Karlzon – piano
- Mattias Svensson – bas
- Peter Danemo – trummor